# Fred Gilmore
Frederick Garfield Gilmore, detto Fred (Montréal, 22 maggio 1887 – Los Angeles, 17 marzo 1969), è stato un pugile statunitense.
Proveniente da Chicago, Gilmore partecipò alle gare di pugilato dei pesi piuma ai Giochi olimpici di Saint Louis 1904, dove vinse la medaglia di bronzo.

## Palmarès
In carriera ha conseguito i seguenti risultati:
- Giochi olimpici

St. Louis 1904: una medaglia di bronzo nella categoria pesi piuma.